# Idaea textaria
Idaea textaria är en fjärilsart som beskrevs av Lederer 1861. Idaea textaria ingår i släktet Idaea och familjen mätare. Inga underarter finns listade i Catalogue of Life.